# Schernfeld
Schernfeld est une commune de Bavière (Allemagne), située dans l'arrondissement d'Eichstätt, dans le district de Haute-Bavière.

## Quartiers
- Langensallach